# Harpalus rubripes
Harpalus rubripes là một loài bọ cánh cứng đất trong họ Carabidae, phổ biến ở châu Âu, Siberia, Trung Á và Anatolia.